# Polnische Badminton-Mannschaftsmeisterschaft 1994
Die Polnische Badminton-Mannschaftsmeisterschaft der Saison 1993/1994 gewann das Team von Technik Głubczyce. Es war die 21. Austragung der Titelkämpfe.

## Endstand
| Platz | Mannschaft                |
| ----- | ------------------------- |
| 1.    | Technik Głubczyce         |
| 2.    | Polonez Warszawa          |
| 3.    | SKB Litpol-Malow Suwałki  |
| 4.    | Stal Płock                |
| 5.    | AZS AGH Kraków            |
| 6.    | Ruch Piotrków Trybunalski |
| 7.    | Piast Słupsk              |
| 8.    | Wilga Garwolin            |
| 9.    | Motus Koszalin            |
| 10.   | Zelmer Rzeszów            |
| 11.   | Stal Nowa Dęba            |
| 12.   | AZS Warszawa              |